# Juan Carlos Valerón
Juan Carlos Valerón Santana (né le 17 juin 1975 à Arguineguín aux Canaries) est un footballeur espagnol évoluant au poste de milieu offensif. C'est un joueur fragile (il fut victime de nombreuses blessures depuis 2005) mais est considéré comme l'un des joueurs les plus techniques au monde. Il s'impose au Deportivo La Corogne et en devient la figure emblématique, multipliant les passes décisives de grande classe et les buts spectaculaires. En plus de 15 saisons en Première Division (dont 13 avec La Corogne), il joua 390 matches et inscrivit 29 buts.
Il est international espagnol (46 sélections, 5 buts en équipe nationale) entre 1998 et 2005. Il a participé à l'Euro 2000, à la Coupe du monde 2002 et à l'Euro 2004.
En juillet 2013, après treize saisons avec le Deportivo La Corogne, il retourne dans son club formateur, l'UD Las Palmas qui évolue en Deuxième division. Il y termine sa carrière en 2016, à l'âge de 40 ans.

## En club
Après avoir fait ses premiers pas de footballeurs au sein des équipes de jeunes du CD Arguineguín, il signe en 1990 avec le club voisin des Canaries, l'UD Las Palmas. Las Palmas évolue alors en Segunda División B (équivalent de notre troisième division). Après avoir rejoint le groupe pro en 1994 et s'y être imposé, il quitte son ile natale en 1997 pour les iles Baléares et le RCD Majorque tout juste promu en Liga. Le 31 aout 1997, il fait ses débuts avec son nouveau club lors de la victoire face à Valence (2-1). Le promu, cette saison-là sera l'une des surprises de l'année finissant à la 5e place et se qualifiant en Coupe des Coupes après que le club a atteint la Finale de la Coupe du Roi (défaite aux tirs au but 5-4 face au FC Barcelone, 1-1 score final). Cette saison, là, Valeron dispute 47 matches (4 buts).
Durant l'été 1998, moment ou il connait sa première sélection chez les A, il rejoint les rangs de l'Atlético de Madrid ou il ne parvient pas à s'imposer comme titulaire. Au bout de deux saisons, et à la suite de la relégation des Matelassiers en 2000, il part pour au Deportivo La Corogne qui vient de vivre une saison historique en décrochant son premier titre de champion d'Espagne. 
Quelques semaines plus tard après son arrivée en Galice, Juan Carlos Valerón décroche son premier trophée en club, la Supercoupe d'Espagne de football 2000, (victoire face à l'Espanyol Barcelone 0-0 2-0). Pendant plusieurs saisons, le joueur des Canaries devient l'une des pièces majeures du club qui ne quitte pas le podium du championnat espagnol jusqu'en 2004 (deux places de 2e et deux de 3e). Dans cet intervalle le Deportivo remporte une Coupe du Roi en 2002 et une deuxième Supercoupe en 2002. De 2000 à 2005, Valeron joue 221 rencontres avec La Corogne pour 19 buts. C'est à partir de cette date qu'il est victime de graves blessures qui vont pénaliser la suite de sa carrière. En janvier 2006, il est victime d'une grave blessure au genou qui l'éloigne des terrains jusqu'en 2007. Après une rechute, il fait réellement son retour au milieu de la saison 2007-2008, entrant à 10 minutes de la fin de la rencontre face à Valladolid (3-1) le 27 janvier 2008 à 33 ans. Enfin épargné par les blessures, il retrouve sa place en tant que titulaire au milieu de terrain disputant ainsi 37 matches en 2008-2009 au sein d'une équipe rentrée dans le rang depuis plusieurs saisons. Le Deportivo descend même en Liga Adelante à l'issue de l'édition 2010-2011. Pourtant, Valeron reste au club jouant notamment 40 matches en 2012-2013 et aide le club à retrouver immédiatement l'Elite. Cette année-là, il reçoit d'ailleurs le Prix LFP du meilleur joueur de Segunda División 2012.
Le 14 juillet 2013, à 38 ans, Juan Carlos Valerón signe dans son club formateur, l'UD Las Palmas qui évolue en Liga Adelante. Après trois saisons et une remontée en Liga en 2015, il prend sa retraite à la fin de la saison 2015-2016. Il est alors âgé de 40 ans.
En août 2016, il annonce qu'il va continuer à jouer au niveau amateur avec le club CD Unión Abrisajac entraîné par son frère Pedro Valerón. Il fait aussi partie du staff de Manolo Márquez qui entraîne l'équipe réserve de l'UD Las Palmas lors de la saison 2016-2017, puis l'équipe première la saison suivante.

### Équipe nationale
En 1998, alors qu'il évolue à Majorque, il est sélectionné pour la phase finale du championnat d'Europe d'Espoir qui se déroule en Roumanie. Son équipe remporte le titre le 31 mai 1998 après une victoire 1-0 face à la Grèce. Ses coéquipiers d'alors se nomment Guti, Miguel Ángel Angulo ou Míchel Salgado.
Quatre mois plus tard, il est appelé chez les A pour un match amical en Italie le 18 novembre 1998. À Salerne, l'Espagne accroche la Squadra azzurra 2 à 2. En 2000, il dispute la phase finale de l'Euro 2000 en Belgique et aux Pays-Bas. Titulaire au milieu de terrain au côté de Pep Guardiola durant les deux premiers matches (face à la Norvège et à la Slovénie), il est ensuite relégué sur le banc pour les matches suivants (élimination en quarts face à la France).
Il fait de nouveau partie du groupe espagnol mené par José Antonio Camacho disputant la Coupe du monde 2002 en Corée du sud et au Japon. Il joue 4 des 5 matches comme titulaire et inscrit un but face à la Slovénie (3-1). C'est le premier de ses 5 buts avec la Roja.
En 2004, il dispute la phase finale de l'Euro 2004 au Portugal mais n'est plus titulaire. Rentré à la 59e minute du premier match de poule face à la Russie, il brille en parvenant à marquer le seul et unique but de la rencontre une minute plus tard (1-0). Cette victoire ne suffit néanmoins pas à qualifier aux Espagnols piteusement éliminés en première phase.
Le 26 mars 2005, il connait sa dernière sélection avec la Roja lors d'un match amical à Salamanque face à la Chine (3-0).

## Carton jaune
Après un carton jaune le 6 mars 2005, contre Malaga, Juan Carlos Valerón a joué presque 7 ans sans écoper du moindre avertissement. C'est en Liga Adelante face à l'équipe B du Barça (alors que La Corogne est en passe de remonter en Liga) qu'il est sanctionné, le 19 février 2012… pour une faute qu'il n'a pas commise. C'est en effet l'Argentin Diego Colotto à qui l'arbitre de la rencontre, Melero López, aurait dû attribuer le fait d'avoir "fait tomber son adversaire en lui disputant le ballon" (d'après la note de son rapport). Sans cette méprise Colotto aurait été suspendu au match suivant face au CE Sabadell.
Valerón a joué près de 7000 minutes au cours de 128 matches entre ces deux cartons jaunes.

## Palmarès

### En club
- Deportivo La Corogne
  - Vainqueur de la Supercoupe d'Espagne (2) : 2000, 2002
  - Vainqueur de la Coupe d'Espagne : 2002
  - Vainqueur de la Coupe Intertoto : 2008
  - Vainqueur de la Liga Adelante : 2012

### Avec l'Équipe nationale
- Champion d'Europe espoirs en 1998

## Statistiques
| Saison                | Club                  | Championnat           | Championnat | Championnat | Championnat | Coupe(s) nationale(s) | Coupe(s) nationale(s) | Coupe(s) nationale(s) | Supercoupe | Supercoupe | Supercoupe | Compétition(s) continentale(s) | Compétition(s) continentale(s) | Compétition(s) continentale(s) | Compétition(s) continentale(s) | Barrages | Barrages | Barrages | Espagne | Espagne | Espagne | Total | Total | Total |
| Saison                | Club                  | Division              | M.          | B.          | P.d.        | M.                    | B.                    | P.d.                  | M.         | B.         | P.d.       | Comp.                          | M.                             | B.                             | P.d.                           | M.       | B.       | P.d.     | M.      | B.      | P.d.    | M.    | B.    | P.d.  |
| 1995-1996             | UD Las Palmas         | Segunda División B    | 27          | 0           | -           | 2                     | 1                     | -                     | -          | -          | -          | -                              | -                              | -                              | -                              | -        | -        | -        | -       | -       | -       | 29    | 1     | 0     |
| 1996-1997             | UD Las Palmas         | Segunda División      | 27          | 2           | -           | 7                     | 0                     | -                     | -          | -          | -          | -                              | -                              | -                              | -                              | -        | -        | -        | -       | -       | -       | 34    | 2     | 0     |
| Sous-total            | Sous-total            | Sous-total            | 54          | 2           | -           | 9                     | 1                     | -                     | -          | -          | -          | -                              | -                              | -                              | -                              | -        | -        | -        | -       | -       | -       | 63    | 3     | 0     |
| 1997-1998             | RCD Majorque          | Primera División      | 36          | 3           | -           | 11                    | 1                     | -                     | -          | -          | -          | -                              | -                              | -                              | -                              | -        | -        | -        | -       | -       | -       | 47    | 4     | 0     |
| Sous-total            | Sous-total            | Sous-total            | 36          | 3           | -           | 11                    | 1                     | -                     | -          | -          | -          | -                              | -                              | -                              | -                              | -        | -        | -        | -       | -       | -       | 47    | 4     | 0     |
| 1998-1999             | Atlético Madrid       | Primera División      | 30          | 3           | -           | 5                     | 0                     | -                     | -          | -          | -          | C3                             | 5                              | 0                              | -                              | -        | -        | -        | 3       | 0       | 0       | 43    | 3     | 0     |
| 1999-2000             | Atlético Madrid       | Primera División      | 35          | 4           | -           | 6                     | 0                     | -                     | -          | -          | -          | C3                             | 6                              | 0                              | -                              | -        | -        | -        | 11      | 0       | 0       | 58    | 4     | 0     |
| Sous-total            | Sous-total            | Sous-total            | 65          | 7           | -           | 11                    | 0                     | -                     | -          | -          | -          | -                              | 11                             | 0                              | -                              | -        | -        | -        | 14      | 0       | 0       | 101   | 7     | 0     |
| 2000-2001             | Deportivo La Corogne  | Primera División      | 31          | 4           | 7           | 2                     | 0                     | -                     | -          | -          | -          | C1                             | 8                              | 0                              | 2                              | -        | -        | -        | 2       | 0       | 0       | 43    | 4     | 9     |
| 2001-2002             | Deportivo La Corogne  | Primera División      | 36          | 3           | 14          | 4                     | 0                     | 1                     | -          | -          | -          | C1                             | 13                             | 3                              | 2                              | -        | -        | -        | 9       | 1       | 3       | 62    | 7     | 20    |
| 2002-2003             | Deportivo La Corogne  | Primera División      | 23          | 2           | 5           | 1                     | 0                     | -                     | 2          | 1          | -          | C1                             | 5                              | 0                              | 2                              | -        | -        | -        | 7       | 1       | 2       | 38    | 4     | 9     |
| 2003-2004             | Deportivo La Corogne  | Primera División      | 34          | 3           | 5           | 1                     | 0                     | -                     | -          | -          | -          | C1                             | 14                             | 2                              | 3                              | -        | -        | -        | 10      | 3       | 3       | 59    | 8     | 11    |
| 2004-2005             | Deportivo La Corogne  | Primera División      | 38          | 1           | 7           | 1                     | 0                     | -                     | -          | -          | -          | C1                             | 8                              | 0                              | 0                              | -        | -        | -        | 4       | 0       | 0       | 51    | 1     | 7     |
| 2005-2006             | Deportivo La Corogne  | Primera División      | 20          | 4           | 4           | 3                     | 1                     | -                     | -          | -          | -          | C4                             | 6                              | 0                              | -                              | -        | -        | -        | -       | -       | -       | 29    | 5     | 4     |
| 2006-2007             | Deportivo La Corogne  | Liga                  | 2           | 0           | 0           | 1                     | 0                     | -                     | -          | -          | -          | -                              | -                              | -                              | -                              | -        | -        | -        | -       | -       | -       | 3     | 0     | 0     |
| 2007-2008             | Deportivo La Corogne  | Liga                  | 5           | 0           | 0           | -                     | -                     | -                     | -          | -          | -          | -                              | -                              | -                              | -                              | -        | -        | -        | -       | -       | -       | 5     | 0     | 0     |
| 2008-2009             | Deportivo La Corogne  | Liga                  | 22          | 0           | 3           | 3                     | 0                     | 0                     | -          | -          | -          | C4+C3                          | 2+10                           | 1+0                            | 0                              | -        | -        | -        | -       | -       | -       | 37    | 1     | 3     |
| 2009-2010             | Deportivo La Corogne  | Liga                  | 24          | 1           | 5           | 3                     | 0                     | 0                     | -          | -          | -          | -                              | -                              | -                              | -                              | -        | -        | -        | -       | -       | -       | 27    | 1     | 5     |
| 2010-2011             | Deportivo La Corogne  | Liga                  | 21          | 0           | 1           | 5                     | 0                     | 2                     | -          | -          | -          | -                              | -                              | -                              | -                              | -        | -        | -        | -       | -       | -       | 26    | 0     | 3     |
| 2011-2012             | Deportivo La Corogne  | Liga Adelante         | 39          | 5           | 9           | 1                     | 0                     | 2                     | -          | -          | -          | -                              | -                              | -                              | -                              | -        | -        | -        | -       | -       | -       | 40    | 5     | 11    |
| 2012-2013             | Deportivo La Corogne  | Liga                  | 33          | 1           | 8           | 1                     | 0                     | 0                     | -          | -          | -          | -                              | -                              | -                              | -                              | -        | -        | -        | -       | -       | -       | 34    | 1     | 8     |
| Sous-total            | Sous-total            | Sous-total            | 328         | 24          | 68          | 26                    | 1                     | 5                     | 2          | 1          | -          | -                              | 66                             | 6                              | 9                              | -        | -        | -        | 46      | 5       | 8       | 468   | 37    | 90    |
| 2013-2014             | UD Las Palmas         | Liga Adelante         | 41          | 3           | 3           | 1                     | 0                     | 0                     | -          | -          | -          | -                              | -                              | -                              | -                              | 4        | 0        | 0        | -       | -       | -       | 46    | 3     | 3     |
| 2014-2015             | UD Las Palmas         | Liga Adelante         | 21          | 0           | 1           | 3                     | 0                     | 0                     | -          | -          | -          | -                              | -                              | -                              | -                              | 3        | 0        | 0        | -       | -       | -       | 27    | 0     | 1     |
| 2015-2016             | UD Las Palmas         | Liga                  | 13          | 0           | 0           | 5                     | 0                     | 2                     | -          | -          | -          | -                              | -                              | -                              | -                              | -        | -        | -        | -       | -       | -       | 18    | 0     | 2     |
| Sous-total            | Sous-total            | Sous-total            | 75          | 3           | 4           | 10                    | 0                     | 2                     | -          | -          | -          | -                              | -                              | -                              | -                              | 7        | 0        | 0        | -       | -       | -       | 92    | 3     | 6     |
| Total sur la carrière | Total sur la carrière | Total sur la carrière | 558         | 39          | 72          | 67                    | 3                     | 7                     | 2          | 1          | -          | -                              | 77                             | 6                              | 9                              | 7        | 0        | 0        | 46      | 5       | 8       | 757   | 54    | 96    |